# Ruppeliana coronata
Ruppeliana coronata är en insektsart som beskrevs av Victor Antoine Signoret 1853. Ruppeliana coronata ingår i släktet Ruppeliana och familjen dvärgstritar. Inga underarter finns listade i Catalogue of Life.